# ابوغانم طبیب
ابوغانم طبیب از جمله مصاحبان و شاگردان محمد زکریای رازی بوده‌است.
او از ری به بغداد رفت تا با ابوحیان توحیدی دربارهٔ تناقض‌گوی وی در باب نظریه «پیوند میان دین و فلسفه» مناظره کند و او را وادار به انکار حرف خود کرد.